# Maalesh, journal d'une tournée de théâtre
Pour le chanteur comorien, voir Maalesh.
Maalesh, journal d'une tournée de théâtre est un récit écrit en 1949 par Jean Cocteau (1889-1963) à l'occasion d'une tournée de représentations théâtrales au Moyen-Orient et publié en 1950 par Gallimard.
Sur la base de ce récit est né avec le photographe Étienne Sved (1914-1996), le projet d'un ouvrage collaboratif qui ne sera finalement publié pour la première fois qu'en 2003 sous le titre Maalesh, voyages en Égypte.